# Maurice Pons
Ne doit pas être confondu avec Maurice Pon.
Pour les articles homonymes, voir Pons.
Maurice Pons, né à Strasbourg le 14 septembre 1925 et mort le 8 juin 2016 à Andé, est un écrivain et journaliste français. Romancier et nouvelliste, il est également l'auteur de traductions de l’anglais et de quelques scénarios et dialogues.

## Biographie
Après avoir entrepris des études de philosophie qu'il abandonne rapidement, Maurice Pons publie sa première nouvelle en 1951 aux éditions René Julliard, Métrobate, qui sera suivie, en 1953, de La Mort d'Éros. En 1955, le même éditeur fait paraître un recueil de récits, Virginales, qui obtient le prix de la Nouvelle et dont François Truffaut tirera le scénario de son court-métrage Les Mistons. Cet ouvrage fait découvrir un langage qui emprunte à l'enfance à la fois ses magies et ses audaces ; il sera réédité en 1984 par Christian Bourgois.
Comédien amateur, Maurice Pons devient journaliste et éditeur, collaborant à la revue Arts et travaillant chez Cino Del Duca, avant d'abandonner définitivement la vie parisienne pour se retirer en 1957 au moulin d'Andé, haut lieu culturel et artistique créé et animé par Suzanne Lipinska.
En 1958, il écrit Le Cordonnier Aristote, roman autobiographique édité chez Julliard. Puis en 1960 Le Passager de la nuit, récit sur la guerre d'Algérie. Maurice Pons est un des signataires du Manifeste des 121 titré « Déclaration sur le droit à l’insoumission dans la guerre d’Algérie ».
En 1965, il publie Les Saisons. Cet inclassable récit, fable noire insaisissable, régulièrement rééditée, est un « roman-culte », le plus célèbre des ouvrages de l'auteur et sans doute son chef-d'œuvre.
Aux éditions Denoël, paraissent ensuite Rosa en 1967, parodie de roman historique qui se révèle être un conte, offrant un refuge au plus malheureux des hommes. En 1973, Maurice Pons explore dans Mademoiselle B. un monde inexplicable rationnellement, dans quoi il nous mène en pèlerinage. Mêlant toujours le réel et le fantastique, il narre dans La Maison des brasseurs (1978) la quête d'un jeune peintre à la recherche des secrets des tableaux de Gustav De Wing (1867-1922).
En près de quarante ans d'écriture, Maurice Pons a livré une vingtaine de livres, courts la plupart du temps. Depuis son premier recueil, Virginales, jusqu'aux Délicieuses frayeurs parues en 2006, la plupart de ses ouvrages, notamment ses deux romans les plus connus (Les Saisons et Rosa), n'ont cessé d'être réédités et traduits à l'étranger. Certains de ces écrits ont été portés à l'écran et à la scène, que ce soit pour le théâtre ou pour des spectacles de danse.
En 2021, les archives privées de Maurice Pons ont été donné au centre d'archives de la Communauté d'agglomération Seine-Eure.

### Un style
« Dans l’univers de Pons, le présent est un avatar, les noms changent, les visages sont floutés. Derrière une apparence de logique, le monde reste abstrait. On n'est sûr de rien du tout, sinon de mourir un jour. Aujourd’hui ! Énorme angoisse à laquelle s’ajoute celle d’écrire, raison pour laquelle Maurice le fait si peu. Et, à l’intérieur de ce chaos mental ténébreux, la grâce infinie du style. Substantifs pleins, adjectifs déliés. On se régale à ce festin morbide. Pons aura été l’un des écrivains les plus doucement bouleversants du XXe siècle. Au XXIe siècle, il continue. »

## Comédien
- 1950 : Adam exilé de Johan De Meester, mis en scène par l’auteur, Théâtre Hébertot.
- 1950 : Lucifer de Johan De Meester, mis en scène par l’auteur, Théâtre Hébertot.

## Œuvres
- Métrobate, Julliard, 1951 ; réédité sous le titre Pourquoi pas Métrobate ? suivi de L'Histoire de Métrobate, Balland, 1982.
- La Mort d'Éros, Julliard, 1953.
- Virginales, Julliard, 1955 ; Christian Bourgois, 1984 ; Julliard, 1989. Grand prix de la nouvelle.
- Le Cordonnier Aristote, Julliard, 1958 ; réédité sous le titre Embuscade à Palestro, Le Rocher, 1992.
- La Folle Passion de Cléopâtre, un récit tiré de W. Shakespeare, « collection du Moulin », éditions Hautefeuille, 1958.
- « La Vallée », revue Les Lettres nouvelles, 1960 ; Le Monde diplomatique, janvier 1993.
- Le Passager de la nuit, Julliard, 1960 ; Le Rocher, 1991.
- Les Saisons, Julliard, 1965 ; Christian Bourgois, 1975 ; collection « 10-18 », n° 1601, 1983 ; Le Rocher, 1992 ; Christian Bourgois, 1995.
- Rosa, Denoël, 1967, 2014 ; collection « Folio », n° 688, 1975 ; Julliard, 1994.
- La Passion de Sébastien N., une histoire d'amour, Denoël, 1968 ; réédité sous le titre Le Festin de Sébastien, Le Dilettante, 1999.
- Chto !, Christian Bourgois, 1970.
- Mademoiselle B., Denoël, 1973 ; collection « Folio », n° 1780, 1986.
- La Maison des brasseurs, Denoël, 1978.
- La Psychiatrie à visage ouvert, entretiens avec Cyrille Koupernik, Mercure de France, 1979.
- Patinir ou l'harmonie du monde, en collaboration avec André Barret, Laffont, 1980.
- « Pratiques d'écriture » et « La Vallée », revue Les Saisons, n° 1, hiver 1990.
- Témoignage in Le Moulin d'Andé, [ouvrage collectif], préface de Suzanne Lipinska, Quai Voltaire, 1992.
- Témoignage in 131 nouvellistes contemporains par eux-mêmes, [ouvrage collectif], coordonné par Daniel Zimmermann et Claude Pujade-Renaud, Manya, 1993.
- Douce-amère, Denoël, 1985 (Prix de la nouvelle de l'Académie Française); Le Dilettante, 1997.
- Souvenirs littéraires et quelques autres, Quai Voltaire, 1993 ; Le Rocher, 2000.
- Le Festin de Sébastien, Le Dilettante, 2000.
- La Dormeuse, Calligramme, 2001.
- Délicieuses frayeurs, Le Dilettante, 2006.
- « Le Moulin suspendu », revue La Femelle du requin, n° 28, hiver 2006-2007.
- Paul Klee, L'Île engloutie, Éditions Invenit, Coll. Ekphrasis, 2011.

## Livre d'entretiens
- Simone Signoret, La nostalgie n'est plus ce qu'elle était, Seuil, 1976.

## Traductions
- Tennessee Williams, La Statue mutilée, Laffont, 1959.
- John Arden, La Danse du sergent Musgrave, l'Arche, 1963.
- Jerzy Kosinski, L'Oiseau bariolé, Flammarion, 1966.
- Barbara Garson, Macbird, 1967.
- Norman Mailer, Pourquoi sommes-nous au Vietnam ?, en collaboration avec Anne-Marie Le Gall, Grasset, 1968.
- Robert M. Pirsig, Traité du zen et de l'entretien des motocyclettes, Seuil, 1978.
- Tennessee Williams, Mémoires, Laffont, 1978.
- Tennessee Williams, Le Boxeur manchot, collection « 10-18 », 1981.

## Préfaces
- Tennessee Williams, La Statue mutilée, Laffont, 1959.
- Edita Morris, Les Fleurs d'Hiroshima, Julliard, 1960.
- Jonathan Swift, Voyages de Gulliver, traduit et annoté par Jacques Pons, d'après l'édition d'Émile Pons, Gallimard, 1964 et 1965 ; collection « Folio », n° 597,1976.

## Cinéma
- Dialoguiste du film Les Mistons de François Truffaut d'après une nouvelle de son recueil Virginales, 1958.
- Dialoguiste du film La Belle Vie de Robert Enrico, 1963.
- Auteur et réalisateur du film La Dormeuse (court-métrage), 1962.
- Adaptation et dialogues de Mademoiselle B. de Bernard Queysanne d'après son roman, 1985.
- Adaptation de Souvenirs secrets de John Reid, 1986.
- Scénario, adaptation et dialogues de Antoinette de Bernard Queysanne, 1987.
- Une saison pour Maurice Pons (court-métrage) de Sylvia Habault, 2016.